# Ewmołpeja
Ewmołpeja (bułg. Евмолпея) – chór miejski miasta Płowdiw, założony w lipcu 2006 roku przez Radę Sławinską i Gankę Jankową. Tworzą go dziewczęta w wieku od 10 do 20 lat (uczennice szkół średnich i studentki).

## Historia
Inauguracyjne spotkanie członków chóru odbyło się 13 lipca 2006 roku. Jego założycielkami są Rada Sławinska i Ganka Jankowa. Nazwa została zaproponowana przez ówczesnego prezydenta Płowdiwu Iwana Czomakowa (1999–2007). 29 sierpnia 2006 roku odbył się pierwszy nieoficjalny koncert, a 1 listopada tego samego roku – „chrzest” chóru (oficjalny koncert), podczas którego prezydent miasta Płowdiw nadał mu nazwę „Ewmołpeja” na cześć Ewmołpa (bułg. Евмолп, stgr. Εὔμολπος), mitycznego założyciela miasta, legendarnego władcy Traków. 1 grudnia 2006 roku chór uzyskał status chóru miasta Płowdiw oraz tytuł Ambasadora Dobrej Woli.

## Działalność
Chór dał ponad 250 koncertów w Bułgarii i za granicą, wykonał ponad 90 pieśni oraz partii wokalnych w wielu językach: bułgarskim, staro-cerkiewno-słowiańskim, łacinie, rosyjskim, niemieckim, francuskim, włoskim, angielskim, rumuńskim. Koncerty chóru zostały zarejestrowane m.in. przez Radio Płowdiw oraz Bułgarską Telewizję Narodową. Chór kilkukrotnie sławił bułgarską kulturę w czasie ważnych wydarzeń o znaczeniu międzynarodowym, takich jak przystąpienie Bułgarii do Unii Europejskiej (2007) oraz uroczyste otwarcie wielkiej wystawy „Trackie Skarby Antycznej Bułgarii” w Bazylei w Szwajcarii (14 marca 2007).

### Wybrane występy
- 10. Europejski Festiwal Muzyki Młodzieżowej (niem. Europäisches Jugend Musik Festival) w Pasawie (Niemcy)[2]
- Uroczyste otwarcie Muzeum Bułgarskiego Ducha w Edirne (Turcja)[2]
- Koncert w Aula Magna Uniwersytetu Turyńskiego pod patronatem Konsula Generalnego Bułgarii w Mediolanie Iwo Iwanowa (lipiec 2007)[3]
- Oficjalne uroczystości 100-lecia Niepodległości Bułgarii w Belgii i Luksemburgu[2]
- Austriacko-Bułgarskie Forum Kultury w Wiedniu pod patronatem Ministra Kultury Bułgarii (wrzesień 2009)[2]
- 46. Międzynarodowy Festiwal Muzyki Kameralnej – Płowdiw (lipiec 2010)[2]
- XVI Salon Sztuki – Sofia[2]
- 39. Międzynarodowy Festiwal Muzyczny w Roncegno (Włochy)[2]
- X Międzynarodowy Festiwal Chóralny w Banja Luce (2013, Bośnia i Hercegowina)[2]
- XII Międzynarodowy Festiwal Muzyczny w Ankarze (2013, Turcja)[2]